# Чарапич, Илия
Илия Чарапич (серб. Илија Чарапић; 1792 — 1844) — первый градоначальник Белграда как столицы Княжества Сербии.

## Краткая биография
Был сыном воеводы Васы Чарапича. Стал воеводой в возрасте 18 лет после смерти дяди Атанасия Чарапича, погибшего близ Прахова. Участвовал в Первом и Втором сербских восстаниях, которые привели к возрождению Сербии и становлению её как независимого государства.
Илия был женат на Стаменке Карагеоргиевич. Своих детей у них не было, но Илия воспитывал детей Стаменки от первого брака: сына Кузмана и дочь Елену (она вышла замуж за Джордже Радойловича, основателя рода Радойловичей).